# Kitwai
Kitwai è una circoscrizione rurale (rural ward) della Tanzania situata nel distretto di Simanjiro, regione del Manyara. Conta una popolazione di 5 914 abitanti (censimento 2012).